# 디에이아이오
에이아이오(The-AIO)는 낸드플래시 컨트롤러와 관련 임베디드 소프트웨어를 함께 제공하는 신생 팹리스 대한민국 기업이다. KB증권과 신한금융투자를 공동상장주관사로 선정했으며 기술특례상장에 도전한다. 국내 메모리 반도체 기업 퀄리피케이션(품질인증)을 통과하며 본격적인 양산 체제에 돌입했다 2021년 9월 결성된 국토교통 혁신펀드의 제1호 자펀드(패스파인더 국토교통혁신 투자조합·170억)가 투자하였다.

## 같이 보기
- 팹리스

## 참고문헌
1. ↑  김주연, 국내 팹리스 차세대 먹거리로 낸드플래시 컨트롤러 부상,  전자신문 2014-05-19
2. ↑  김혜란, '낸드컨트롤러' 국산화 디에이아이오, 상장으로 도약 나선다, 더벨, 2023-10-19
3. ↑  강승태, 臺·中 주도했던 낸드 컨트롤러 시장 지각변동, 국산화에 성공한 The-AIO, 더일렉, 2023.02.24
4. ↑  송신용, 국토교통 혁신 중소·벤처기업에 340억원 투자한다, 매일신문, 2021-02-24